# Jan de Bray

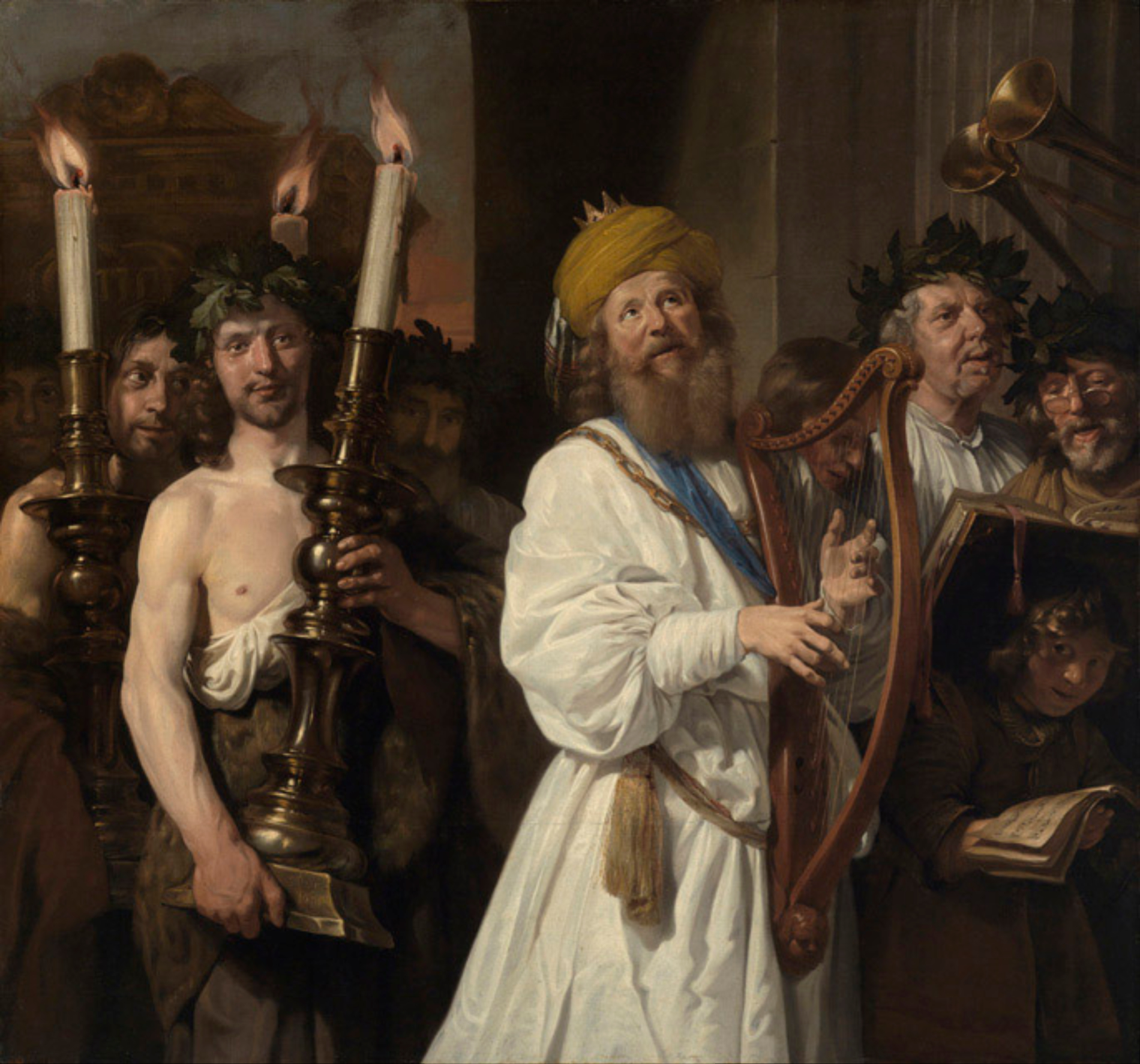
David spelar på harpa av Jan de Bray.

Jan de Bray, född omkring 1627 och död 1697, var en nederländsk konstnär. Han var son till Salomon de Bray och bror till Dirck de Bray.
Han var lärjunge till fadern, men influerades främst av Frans Hals. I första hand utförde han grupporträtt, varav de flesta idag finns i museet i Haarlem. de Bray finns representerad vid bland annat Nationalmuseum i Stockholm.